# مارسلینو فردینان
مارسلینو فردینان (انگلیسی: Marselino Ferdinan؛ زادهٔ ۹ سپتامبر ۲۰۰۴) بازیکن فوتبال اهل اندونزی است.
وی همچنین در تیم‌های ملی فوتبال زیر ۲۳ سال اندونزی، و اندونزی بازی کرده‌است. 

## آمار ملی

### گل‌های ملی
| تعداد | تاریخ          | میزبان                                  | رقیب          | زده | پایانی | رقابت                         |
| ----- | -------------- | --------------------------------------- | ------------- | --- | ------ | ----------------------------- |
| ۱     | ۱۴ ژوئن ۲۰۲۲   | ورزشگاه بین‌المللی جابر الاحمد, شهر کویت | نپال          | ۰-۷ | ۰-۷    | مقدماتی جام ملت‌های آسیا ۲۰۲۳  |
| ۲     | ۲ ژانویه ۲۰۲۳  | ورزشگاه یادبود ریزال, مانیل             | فیلیپین       | ۰-۲ | ۱-۲    | قهرمانی جنوب شرق آسیا ۲۰۲۲    |
| ۳     | ۱۵ ژانویه ۲۰۲۴ | ورزشگاه احمد بن علی, الریان             | عراق          | ۱-۱ | ۳-۱    | جام ملت‌های آسیا ۲۰۲۳          |
| ۴     | ۱۹ نوامبر ۲۰۲۴ | ورزشگاه گلورا بونگ کارنو، جاکارتا       | عربستان سعودی | ۰-۱ | ۰-۲    | مقدماتی جام جهانی فوتبال ۲۰۲۶ |
| ۵     | ۱۹ نوامبر ۲۰۲۴ | ورزشگاه گلورا بونگ کارنو، جاکارتا       | عربستان سعودی | ۰-۲ | ۰-۲    | مقدماتی جام جهانی فوتبال ۲۰۲۶ |